# Албанска ратна морнарица
Албанске морнаричке снаге ( алб. Forca Detare të Republikës së Shqipërisë ) је поморска грана албанске војске . Њихово име је промењено из Албанских морнаричких одбрамбених снага 2010. године. Албанса ратна морнарица се налази у Драчу, и у више базама, укључујући Кепи и Палит базе у Драчу, и Пашка Лиман у Влори .
Пловила Албанских морнаричких снага углавном су патролни бродови и помоћни бродови. Морнаричке снаге управљају са четири велика патролна брода класе Дамен Стан 4207, од којих су три изграђене у Албанији. Неке бродове морнаричких снага купили су или донирали Италија, Сједињене Америчке Државе, Кина или Совјетски Савез . Већина бивших совјетских или кинеских бродица је пензионисана из службе; остао је у функцији само један миноловац изграђен у совјетском савезу.
Морнаричке снаге обављају углавном дужности, засноване на концепту "једна сила, две мисије". Ажуриран је правни оквир како би се олакшале ове мисије и интеграција у ЕУ и НАТО . Албанске морнаричке снаге одговорне су и за помагање у пловидби, укључујући свјетионике .

## Историја

### Рана историја
Историја албанске морнарице датира од Генералне команде војних сила 1925. године, након стварања Албанске републике . Ранији напори на стварању албанских морнаричких снага после независности Албаније 1912. пропали су због почетка Првог светског рата . У овом периоду Албанија је поседовала неколико морнаричких пловила. Након успостављања Албанског Краљевства од стране краља Зога 1928. године, морнарица је реформисана у Краљевску албанску морнарицу .
Након италијанске инвазије на Албанију и Другог светског рата, албанске оружане снаге су укинуте, а многи бродови уништени су у лукама Албаније.

### Током ере комунизма
У раној историји Народне социјалистичке републике Албаније Албанија се опорављала од Другог светског рата. 1945. године у Драчу је саграђено бродоградилиште да би поправило преостале албанске бродове.
Средином 1950-их Албанија је почела да модернизује и шири своју морнарицу.1954 године основана је јединица торпедног чамца и пратећи објекат на острву Сазан, крај обале Драче. Подморничка јединица основана је 1958. године. Поморска академија отворена је у Влори 1961. године.
До 1996. Албанија је имала више од 145 пловила у служби. 45 их је било малих, брзих кинеских торпеда типа 25 Хуцхуан, који су превозили два / четири 533 mm (21 in) торпеда, и неких Схангхаи-класе приморском против-подморничких (АСВ) бродова. Највећа флота биле су четири совјетске Whiskey-class, што је директан резултат спора између Албанаца и Совјетске државе о њиховом власништву, након што се Албанија повукла из Варшавског пакта (1961), а Совјети су напустили базу Пашке Лиман. Подморнице су пуштене у пуну употребу захваљујући кинеској помоћи, али до краја осамдесетих њихова ефикасност је доведена у питање због албанске изолације и краја кинеске помоћи.

- Морнаричке заставе (1946–1992)
- Морнаричка застава (1946–1954)
- Морнаричка застава (1954–1958)
- Морнаричка застава (1958–1992)

- Остале заставе (1946–1992)
- Државна застава (1958–1992)
- Застава обалске страже (1958–1992)

### Новија историја
Распад Народне социјалистичке републике Албаније почео је почетком 1990-их и завршен је изборима 1992. и оснивањем Четврте албанске републике . Пад комунизма у Албанији довео је до нове ере сарадње морнарица Албаније и других европских народа. Почев од 1990-их, Албанија је почела да учествује у бројним вежбама потраге и спасавања заједно са другим европским државама.
Пловила албанске морнарице озбиљно су оштећена током политичког сукоба 1997. године. У марту 1998. године, албанска морнарица пристала је у Италији на поправку и уточиште. У сукобу су оштећена и постројења морнаричких снага, а поправке су извршене уз помоћ Сједињених Држава, Италије, Немачке, Грчке, Турске и других земаља. Исте године Албанија је повукла своје четири подморнице класе вискија.
Као резултат бројних споразума склопљених између 1998. и 2004. године, Албанија је добила поклоњена патролна пловила из Сједињених Држава и Италије за употребу у операцијама потраге и спашавања. Сједињене Државе донирале су пет чамаца 1998. године, Италија је донирала шест чамаца 2002. године, а Италија још пет у 2004. години. 2004. године Албанија је склопила споразум са Италијом где је италијанска морнарица албанским поморским снагама пружала опрему и техничку помоћ у циљу унапређења помоћи земље у пловидби.
У јуну 2007. Албанија је преименована и реорганизовала своју морнарицу. Новоименоване морнаричке снаге су након тога биле организоване у две флотиле и логистички батаљон.